# Quiosc de Trajà
El quiosc de Trajà és un temple hípetre situat a l'illa d'Agilkia, a Egipte, que representa un exemple de la inusual combinació de fusta i pedra en la mateixa estructura arquitectònica en un temple egipci. És un dels monuments més grans que es conserven de l'antic Egipte, atribuït convencionalment a l'emperador romà Trajà que el va decorar tal com roman, encara que alguns experts pensen que l'estructura en si pot ser més antiga, possiblement datada de l'època d'August. Originalment, l'edifici es trobava a l'illa de Files prop de la resclosa baixa d'Assuan, però va ser transportat a Agilkia per la UNESCO en la dècada de 1960 per salvar-ho de les creixents aigües del riu Nil causades per la construcció de la resclosa d'Assuan. Forma part de la denominació «Monuments nubians des d'Abu Simbel fins a Files», designats com a Patrimoni de la Humanitat per la UNESCO el 1979.
El quiosc té unes dimensions de 15 metres d'ample, 20 de llarg i 15,85 d'alçada i es creu que la seva funció era albergar la barca de la deessa Isis a la riba oriental de l'illa de Files. Té columnes al llarg de tot el seu perímetre, quatre en les dues façanes més curtes i cinc en les laterals, amb diferents capitells compostos luxosament tallats rematats per pilars de 2,10 metres d'altura que originalment havien d'estar tallats amb relleus de Bes similars a les cases del naixement de Files, Armant i Denderah, però la decoració mai es va acabar.
Avui l'estructura no té coberta superior però els sòcols dins dels arquitraus de l'estructura suggereixen que va tenir un sostre de fusta. Estaven inserides tres bigues de 12,50 metres de llarg, presumiblement de forma triangular, en una cornisa a la part posterior de l'arquitectura de pedra, suportant un sostre lleugerament voltejat.